# Đovani Roso
Đovani Roso (Split, 17 de novembro de 1972) é um ex-jogador de futebol croata que fez carreira em Israel. Seu nome costuma ser italianizado na mídia para Giovanni Rosso.

## Carreira
Revelado pelo Zadar, teve ainda boa passagem pelo NK Zagreb, entre 1993 e 1996. Destacou-se no Maccabi Haifa, clube em que já conquistou 3 campeonatos israelenses e uma Copa Toto. Criou apego a Israel, fazendo com que desejasse jogar pela Seleção Israelense, mas só foi adquirir a cidadania em 2005, quando já havia jogado pela Croácia, tornando-o inelegível, segundo a FIFA, para jogos oficiais por outra seleção. Além do Maccabi Haifa, Roso vestiu as camisas de Hapoel Be'er Sheva, Hapoel Haifa, Beitar Jerusalém e Maccabi Tel Aviv no estado judeu. No total, somando todas as competições futebolísticas, o meia-atacante marcou 89 golos.

## Seleção
Pelo país natal, jogou a Eurocopa 2004. Prejudicado por uma série de lesões, Roso encerrou sua carreira em 2009, aos 36 anos, depois de ter jogado 4 partidas pelo Hajduk Split, único clube onde não marcou gols.